# ソニアはデヴィル? (アルバム)
『ソニアはデヴィル?』（原題：Better the Devil You Know）は、ソニアが1993年にリリースした3枚目のスタジオ・アルバム。

## 収録曲
1. ソニアはデヴィル? - Better the Devil You Know
2. ヤング・ハーツ・ラン・フリー - Young Hearts Run Free
3. ソー・マッチ・オブ・ユア・ラヴ　- So Much of Your Love
4. リトル・ラヴ - A Little Love
5. アワー・ワールド - Our World
6. セット・ミー・オン・ファイアー - Set Me on Fire
7. レスキュー・ミー - Rescue Me
8. ブギー・ナイツ - Boogie Nights
9. ノット・ホワット・アイ・コール・ラヴ - Not What I Call Love
10. マイ・ライト - My Light
11. ネクスト・トゥ・ユー - Next to You
12. フロム・ミー・トゥ・ユー - From Me to You
13. ジャスト・ワン・ルック - Just One Look

## チャート
| チャート（1993年）               | 最高順位 |
| -------------------------------- | -------- |
| イギリス（全英アルバムチャート） | 32       |